# Hôpital de la Marine de Rochefort
Cet article concerne un ancien hôpital. Pour l'école de médecine qu'il abritait, voir École de médecine navale de Rochefort. Pour le musée, voir Musée national de l'Ancienne École de médecine navale.
L'hôpital de la Marine de Rochefort, ou hôpital maritime, est le bâtiment d'un ancien hôpital militaire inauguré 1788 formant un ensemble monumental de bâtiments, de cours et de jardins ouvrant sur l'avenue Camille-Pelletan et le cours d'Ablois à Rochefort, dans le département français de Charente-Maritime. Il est le premier hôpital de France de conception pavillonnaire.
L'hôpital de la Marine a été fondé en 1666 à Tonnay-Charente. En 1683, il est transféré à Rochefort sur le quai aux Vivres. En 1788, il déménage dans un nouveau bâtiment construit pour lui en-dehors de l'enceinte de la ville au lieu-dit la Butte. 
Le pavillon sud-ouest du nouvel établissement accueille l'école de médecine navale de Rochefort, la première fondée au monde, 66 ans plus tôt en 1722. Elle devient en 1890 une école annexe, préparant au concours de l'école principale de Bordeaux, puis ferme en 1964.
L'hôpital maritime de Rochefort est fermé en 1983 sur décision du gouvernement Fabius, et ses bâtiments vendus aux enchères par les Domaines en 1989 à une société immobilière. En 1998, le pavillon sud-ouest devient le musée national de l'Ancienne École de médecine navale.
Cet ancien hôpital de la Marine ne doit pas être confondu avec l'établissement voisin, l'ancien hôpital civil Saint-Charles, construit lui aussi au XVIIIe siècle, démoli, reconstruit de façon moderne en 1972, et désaffecté en 2011.

## Histoire

### Les deux premiers sites

#### Dans le prieuré Saint-Éloi, à Tonnay-Charente (1666-1683)
Dès la création de l'arsenal de Rochefort voulu par Louis XIV, un hôpital royal de la Marine est fondé pour soigner les ouvriers chargés des travaux. Il ouvre le 15 novembre 1666 dans le prieuré Saint-Éloi, à Tonnay-Charente. Ce lieu exigu étant éloigné de Rochefort, l'ordonnance du 23 septembre 1673 prescrit la création d'un hôpital à Rochefort même,.
Transformé par la suite en logis, le bâtiment du prieuré Saint-Éloi existe toujours, rue De-Lattre-de-Tassigny, à Tonnay-Charente.

#### L'hôpital-Charente, à Rochefort sur le quai aux Vivres (1683-1788)

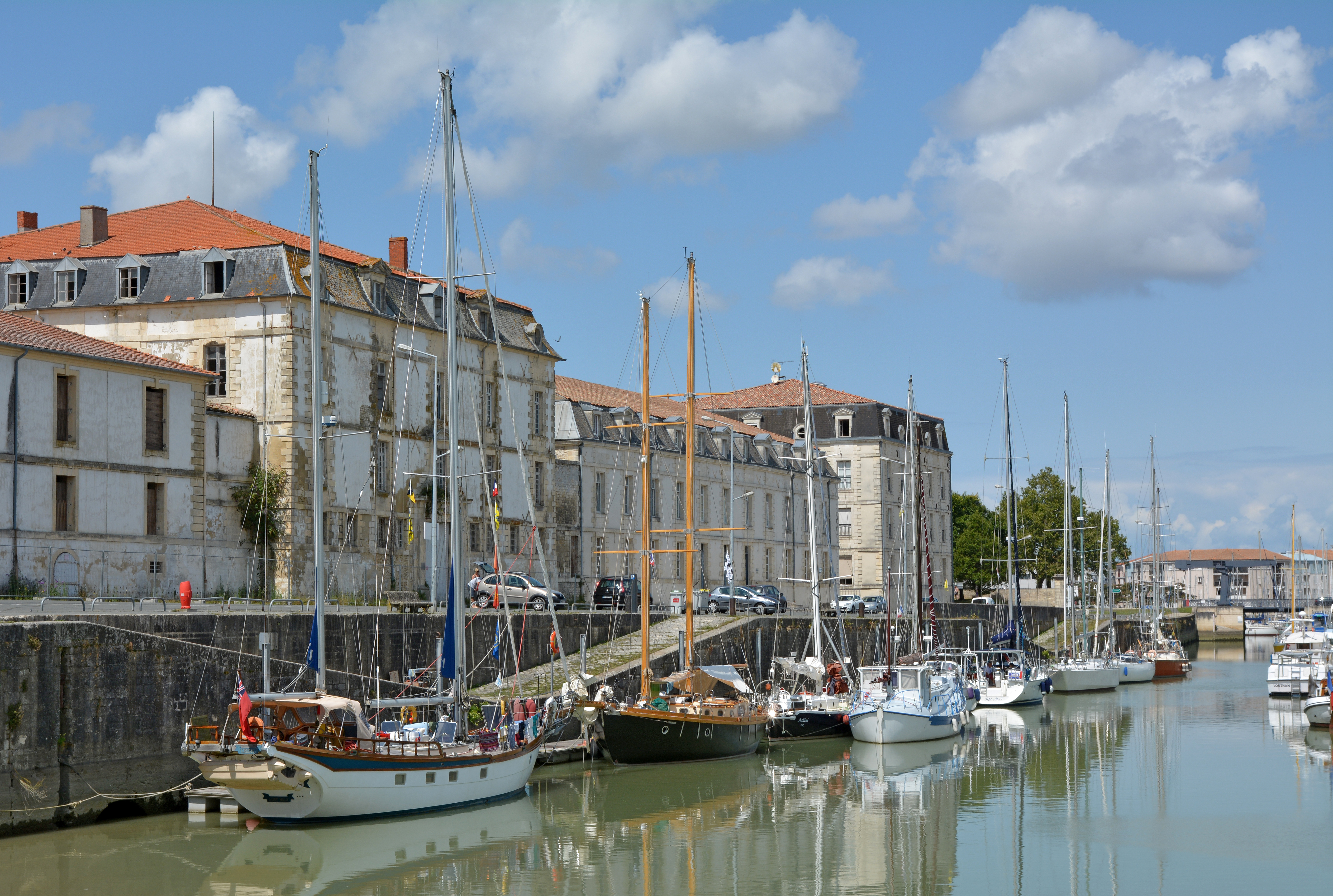
Le quai aux Vivres. Le bâtiment de l'hôpital-Charente est le dernier de l'alignement.

Ce n'est que dix ans après l'ordonnance, en mai 1683, que le transfert s'effectue. Le nouvel établissement, appelé hôpital-Charente, ouvre à Rochefort sur le quai aux Vivres, dans le prolongement du magasin aux vivres, au bord d'un chenal alors malsain. Il se compose au départ d'un corps de logis et de deux petits pavillons. À sa tête se trouve un commissaire, désigné par l'intendant de la Marine. En 1693, il a une capacité de 400 lits, répartis en quatre salles. De 1697 à 1710, il est doté d'un premier jardin botanique. Les soins infirmiers sont alors dispensés par des religieuses de l'ordre de Saint Vincent de Paul.
L'intendant Michel Bégon recrute en 1704 un jeune médecin, Jean Cochon-Dupuy, qui devient deuxième médecin de l'hôpital, et, en 1712, premier médecin. La Marine royale compte alors trois sortes d'officiers de santé : les médecins, les chirurgiens et les apothicaires. Elle est confrontée à la difficulté de recruter et de former ses chirurgiens-majors embarqués, qui doivent assumer à bord, en plus de celle de chirurgien, les fonctions de médecin et d'apothicaire. C'est Cochon-Dupuy qui a l'idée d'une école de médecine navale. Le 13 janvier 1715, dans un rapport, il imagine un avenir où « les hôpitaux de la marine deviendraient des asiles pour malades et des écoles pour les jeunes chirurgiens, où ils pourraient s’instruire non seulement sur l’anatomie et les opérations de chirurgie, mais encore acquérir des connaissances sur les maladies internes et sur la composition des remèdes et sur les doses auxquelles on les administre. Il ne suffit pas, en effet, aux chirurgiens-majors des vaisseaux de savoir la pure chirurgie, puisqu’ils sont obligés de servir aussi comme médecins et comme apothicaires. »
Son vœu est exaucé. Une école d'anatomie et de chirurgie commence à fonctionner dans son hôpital en 1720. Elle ouvre officiellement début février 1722, lorsqu'est inauguré son amphithéâtre. Elle bénéficie de la proximité de l'hôpital et commence à se doter d'une bibliothèque. Elle est la première école de médecine militaire d'Europe, et la première école de médecine navale au monde,. C'est un tournant décisif pour le corps de santé de la Marine.

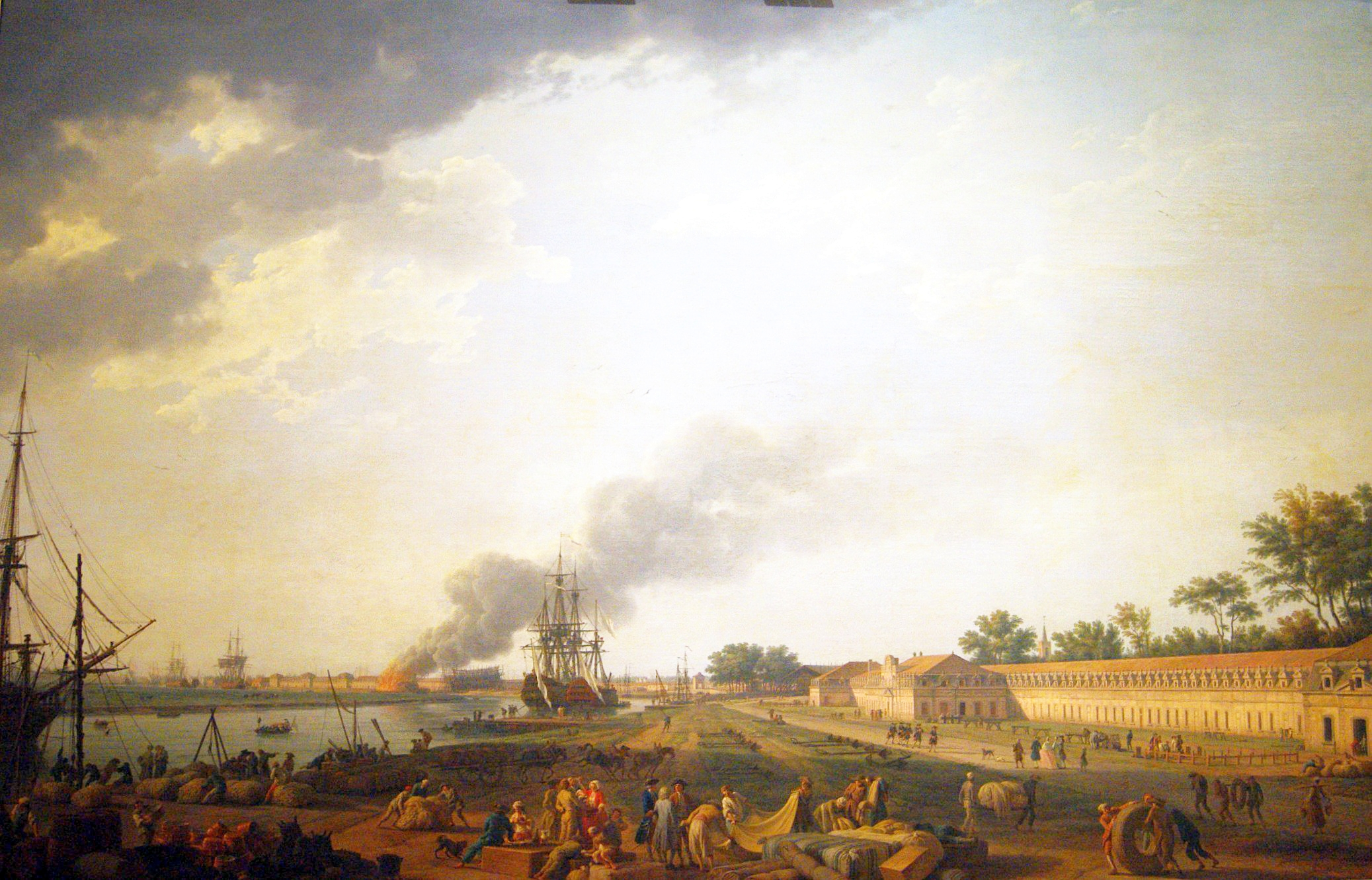
Le port de Rochefort au XVIIIe siècle, par Joseph Vernet. À droite, derrière la corderie, émergent les arbres du jardin botanique.

En 1738, l'hôpital est doté d'un nouveau jardin botanique (l'actuel jardin de la Marine), le long de la corderie. Cochon-Dupuy le juge en effet indispensable à l'instruction des élèves. Il permet d'acclimater les plantes rapportées des campagnes. Il fournit la pharmacopée qui, à l'époque, est presque toujours d'origine végétale. Un jardinier de la Marine est chargé d’entretenir les plantations, et, à l'occasion, d’enseigner.
L'hôpital accueille en 1765 des Acadiens réfugiés. Le bagne de Rochefort est créé l'année suivante. Il est doté de son propre hôpital, que dirige un médecin en chef. Les élèves de l'école d'anatomie et de chirurgie y effectuent des stages. Des forçats sont affectés au service de l'hôpital-Charente comme infirmiers. Le taux de mortalité des bagnards est plus élevé à Rochefort qu'à Brest ou qu'à Toulon. Ainsi, en 1780, sur 1 032 forçats, il en meurt 533. Cette situation désastreuse, dit Yannick Romieux, fait bénéficier l'école d'un « formidable laboratoire d’expérimentation » et d'une « manne exceptionnelle de cadavres » pour les cours d'anatomie et les travaux pratiques de chirurgie.
L'hygiène navale, dans ces années-là, devient une préoccupation importante. Elle fait l'objet de règlements.
Mais l'hôpital-Charente se révèle à son tour trop petit, en raison de l'afflux des victimes des conflits (guerre de Succession d'Autriche de 1740 à 1748, guerre de Sept Ans  de 1756 à 1763, guerre d'Amérique de 1778 à 1783) et des épidémies (typhus et scorbut rapportés par les escadres et contaminant la population en 1745, 1746, 1757 et 1779, paludisme local de 1778 à 1782). On doit ouvrir des annexes, qui permettent de porter le nombre de lits à 1 200. On envoie par exemple les malades du paludisme à Saint-Jean-d'Angély. Et l'école de médecine prend de plus en plus d'importance. 
Un projet d'aile nouvelle pour l'hôpital n'aboutit pas. Charles de Castries, secrétaire d'État à la Marine, lance à la fin de l'année 1782 un projet de nouvel hôpital. Il fait appel pour les plans à Pierre Toufaire, ingénieur des travaux du port de Rochefort depuis 1774. Le 10 décembre 1782, Louis XVI signe l'ordre d'exécution.
Le bâtiment de l'hôpital-Charente devient par la suite une caserne. Vendu en 1980, transformé en logements et en locaux d'administrations, il existe toujours, à l'angle du quai aux Vivres et de l'esplanade Pierre-Soumet.

### Le site définitif (1788-1983)

#### XVIIIesiècle

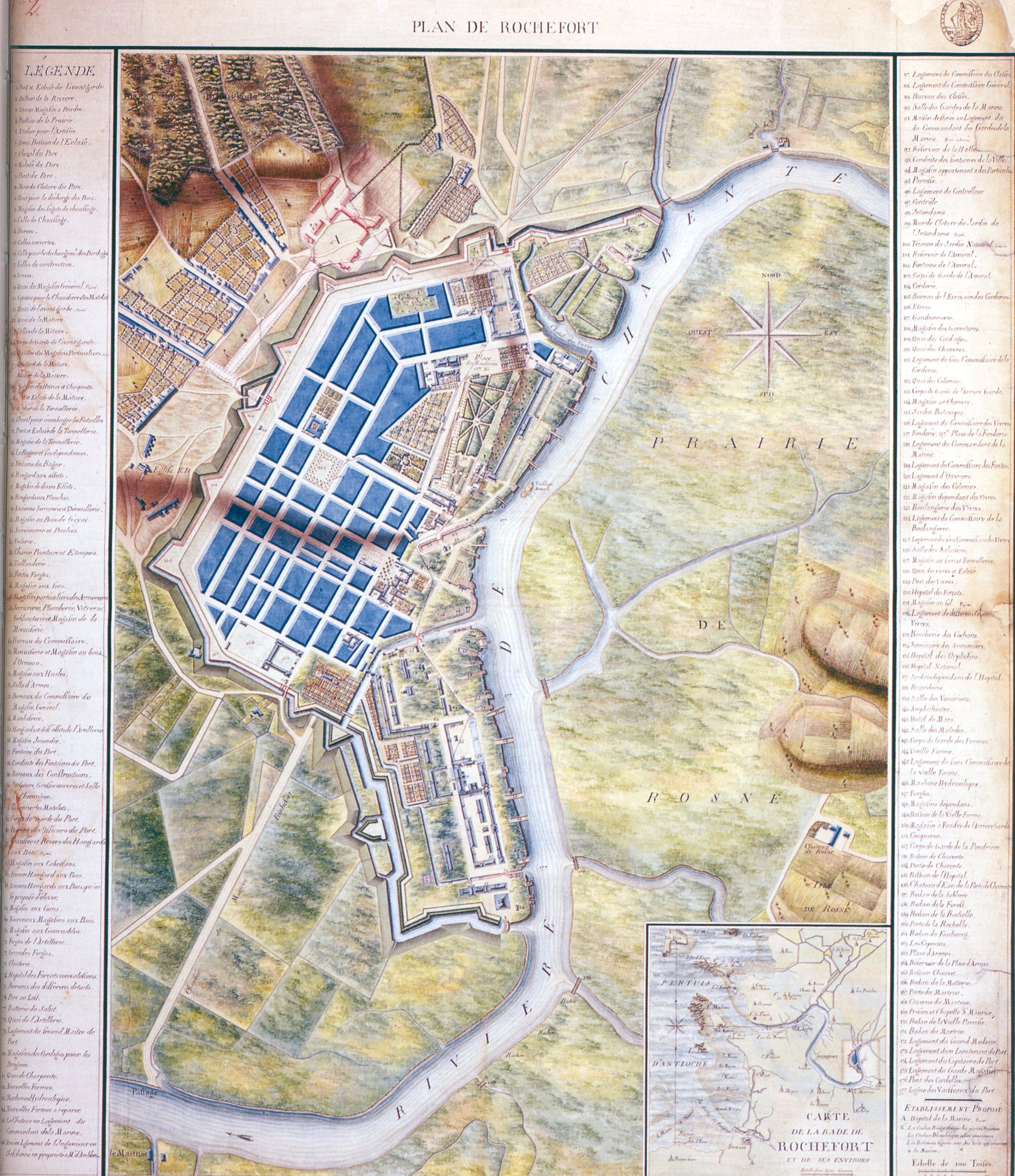
Rochefort au XVIIIe siècle. L'hôpital se trouve à l'extérieur des remparts, au nord-ouest (désigné par la lettre A).

Le nouvel hôpital de la Marine est construit en une seule campagne, de 1783 à 1788 sur un terrain situé sur une éminence en-dehors de l'enceinte de la ville où il n'y a plus de place pour construire. 
Son approvisionnement en eau pose problème. Rochefort manque d'eau potable en raison de l'absence de sources et de possibilité de forer des puits. Pierre Toufaire fait construire une pompe à feu qu'il établit sur le bord de la Charente. Elle peut donner jusqu'à 8 000 muids d'eau en 24 heures. « L'eau de la rivière doit arriver de deux côtés, par le réservoir revêtu en pierres sèches où elle se clarifiera avant d'être aspirée par la pompe qui la portera ainsi dans des tuyaux de fer jusqu'au nouvel hôpital. Vers le milieu de la distance, on a fait un embranchement pour la distribution de ces eaux dans la ville. »
Le nouvel établissement est inauguré le 8 juin 1788. Appelé hôpital de la Butte, il est prévu pour recevoir 800 malades en période normale, 1 200 en cas d'affluence. L'hôpital est réservé aux militaires, aux marins et aux ouvriers du port. Les femmes sont exclues des soins. Le pavillon sud-ouest est affecté à l'école d'anatomie et de chirurgie. De nombreuses autopsies y sont réalisées sur les patients morts à l'hôpital, malgré des locaux mal isolés entraînant l'arrêt des dissections en périodes de fortes chaleurs. L'autopsie est un des enseignements les plus tôt formalisés à l'école de chirurgie de Rochefort ; un registre autopsique sera d'ailleurs mis en place en 1814. À partir de 1837, un pavillon sera consacré exclusivement à la dissection.
L'hôpital change de nom sous la Révolution et devient l'hôpital de la Fraternité. Les concours qui sanctionnaient la progression des élèves sont supprimés, les brevets des chirurgiens sont détruits : l'avancement se fait par nomination, au gré de décideurs nationaux. En 1798, les écoles d'anatomie et de chirurgie prennent le nom d'école de médecine navale, et les apothicaires deviennent les pharmaciens. (La séparation en deux corps distincts, médecine et pharmacie, ne se fera qu'en 1866, sous Napoléon III.)
La bibliothèque est officiellement instituée en 1798, mais elle existait déjà puisqu'elle possédait 12 000 volumes, nombre qui atteindra les 25 000 deux siècles plus tard.

#### XIXesiècle

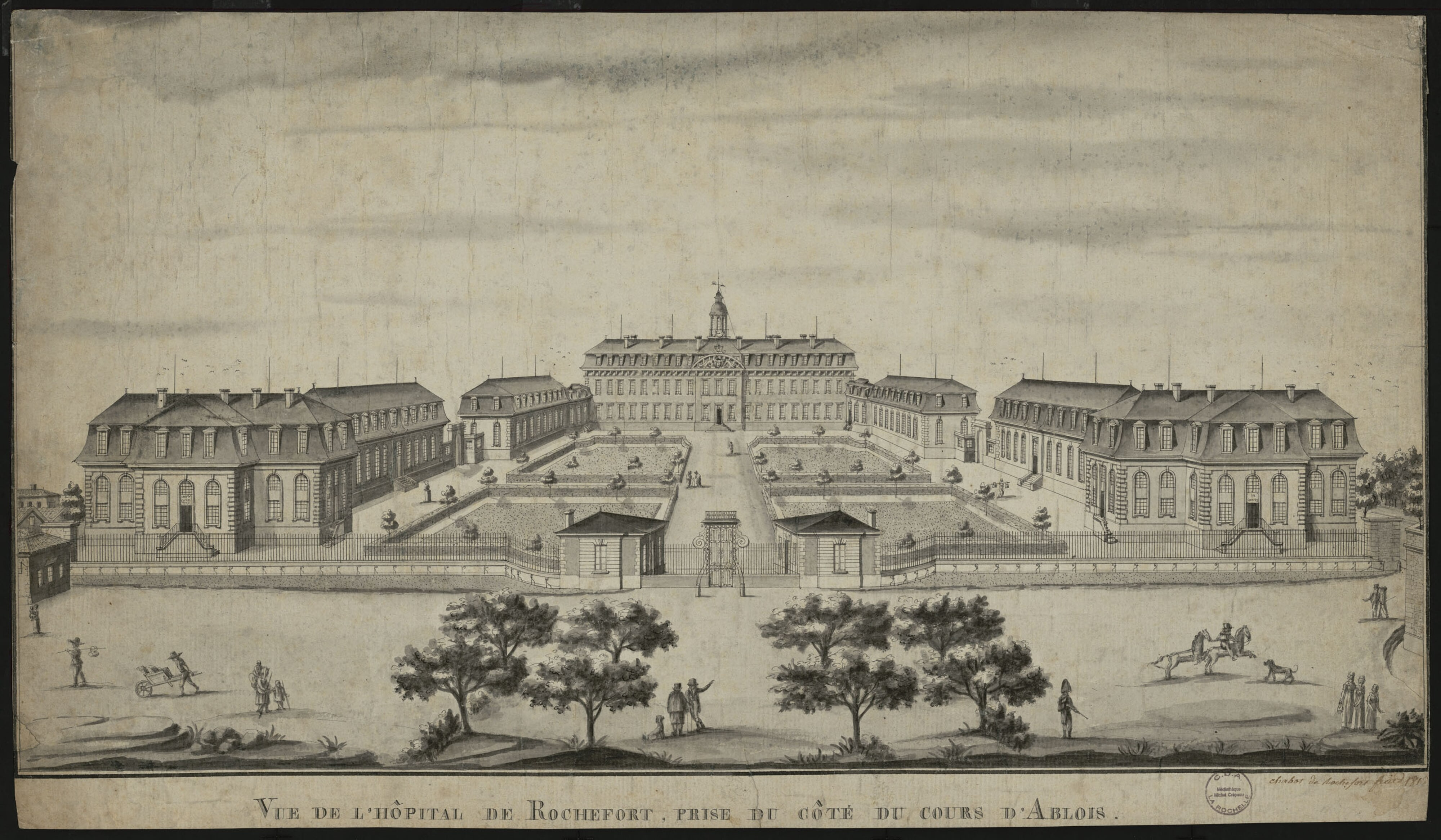
L'hôpital, vu du cours d'Ablois. L'école de médecine occupe le premier pavillon de gauche.

En 1827, le jardin botanique, le long de la corderie, est agrandi. 
En 1865, un forage révèle l'existence d'une source thermale dans l'enceinte de l'hôpital. Elle produit une eau « minéralisée chloro-sulfatée ferrugineuse qui aura de nombreuses applications thérapeutiques ». En 1868, l'hôpital devient hôpital thermal pour les marins et les soldats de la Marine. Mais, en 1888, la canalisation du forage se bouche accidentellement. Quatre ans plus tard, la source est abandonnée. En 1953, un nouveau forage fructueux, non loin de là, permettra à la municipalité d'ouvrir la station thermale de Rochefort, voisine de l'hôpital de la Marine.
En 1890, une École principale du service de santé de la Marine s'ouvre à Bordeaux. L'école de Rochefort devient alors une école annexe, où les futurs médecins suivent leur première année d'étude et préparent le concours d'entrée à l'école de Bordeaux, et où les futurs pharmaciens effectuent leur stage. En 1896, le jardin botanique est abandonné.

#### XXesiècle
L'école annexe de Rochefort est fermée en 1963 pour ce qui concerne la médecine, en 1964 pour ce qui concerne la pharmacie. L'hôpital quant à lui continue de fonctionner. En 1981, il prend le nom d'hôpital des armées Amédée-Lefèvre, en hommage à l'un de ses enseignants (1798-1869), médecin de la marine qui a eu « un rôle fondamental en médecine du travail et en histoire de la médecine ». On lui doit l'éradication du saturnisme dans la marine.

#### Fin de l'hôpital

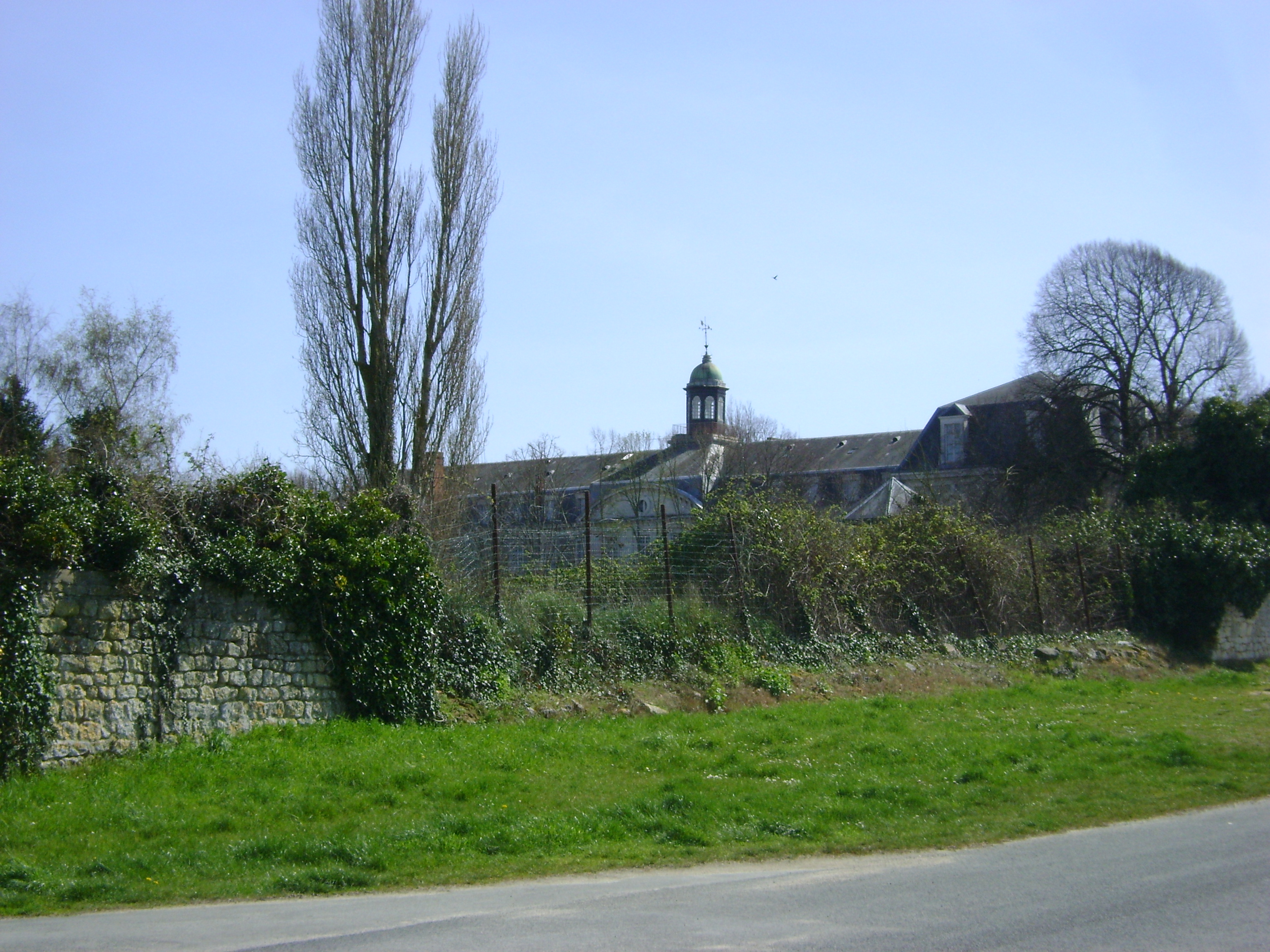
L'hôpital vu du nord, en 2010.

En 1983, le gouvernement ferme l'hôpital. En janvier 1989, celui-ci est vendu à la bougie pour 11 millions de francs (l'équivalent de 2,57 millions d'euros en 2015) à la société immobilière parisienne Egete.
Le pavillon sud-ouest est transformé en musée. Le pavillon sud-est est aménagé en appartements, qui sont vendus en copropriété. Le reste est livré au vent, au lierre, aux squatters et aux pigeons. Les bâtiments subissent des infiltrations d'eau, puis un incendie ravage une aile en 1996.
L'hôpital sert de lieu de tournage pour plusieurs films, dont Suzie Berton (2004) et La Tête en friche (2010).
En 2012, Edgar Cohn, gérant d'Egete, dépose une demande de permis de construire pour créer un hôtel et des logements dans la partie sud du parc (la partie bâtie). Restent trois hectares au nord, qui étaient constructibles lors de l'achat par Egete en 1989, et qui ne le sont plus depuis une révision du plan local d'urbanisme en 2000. En 2014, selon Sud Ouest, « le bâtiment se dégrade ». En 2015, un projet de réhabilitation est annoncé, avec création de logements et d'un établissement thermal sur le site.
Le 10 octobre 2018, la ville acquiert pour un euro symbolique 13 385 m2 de terrain à l'arrière de l'hôpital. Plus de 9 000 m2 sont destinés à la construction d'un nouvel établissement thermal, qui remplacerait l'ancien. Le bâtiment principal de l'hôpital deviendrait un hôtel pour les touristes thermaux et une résidence pour les curistes. En 2022, le groupe François 1er, spécialisé dans la réhabilitation de bâtiments historiques, le rachète pour y concevoir des logements. Le chantier de réhabilitation en logements débute en 2024 et la livraison est prévue pour 2026.

## Site

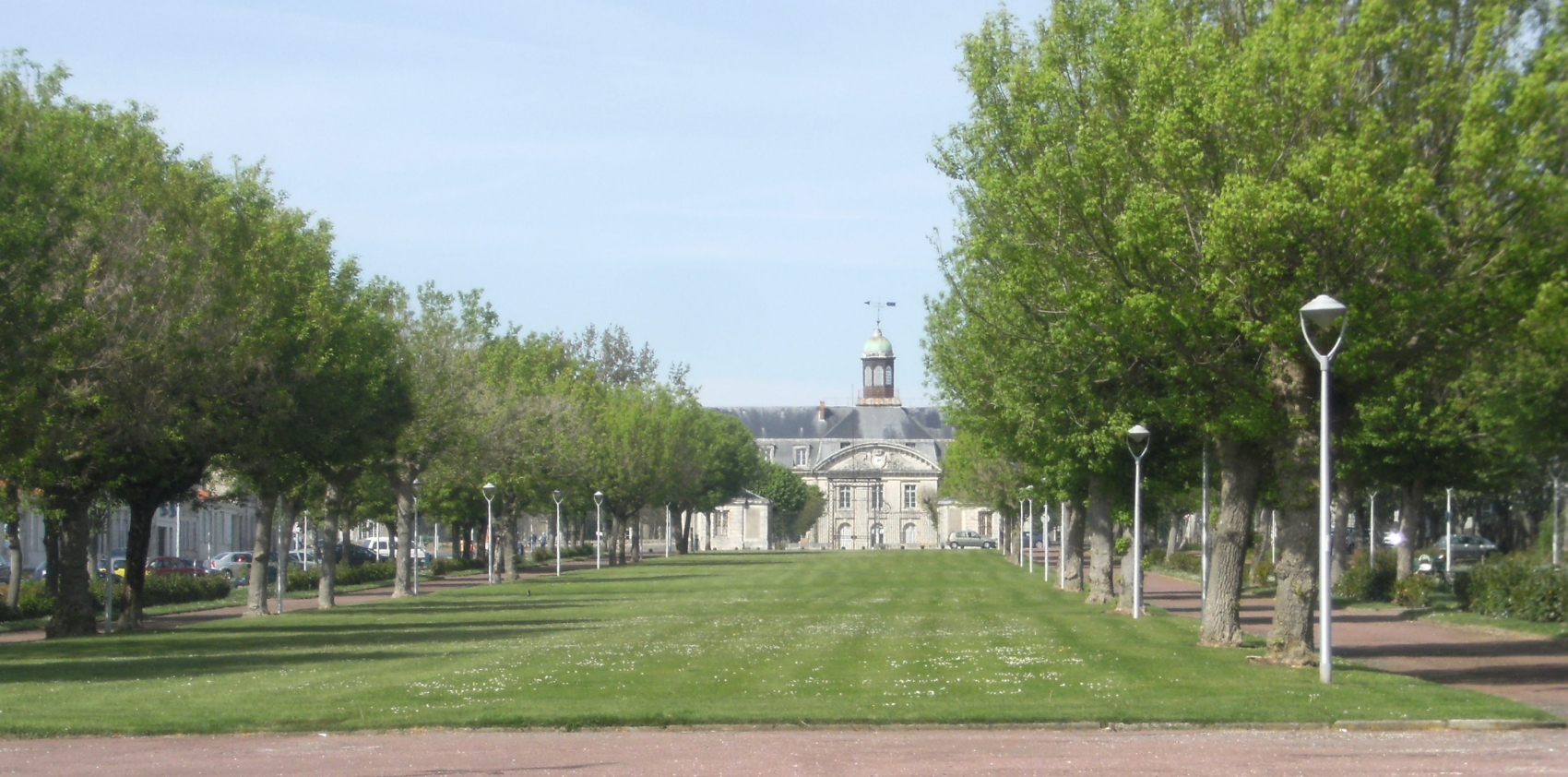
Le cours d'Ablois. À son extrémité nord, l'hôpital.

L'incendie de l'Hôtel-Dieu de Paris en 1772 incite à déplacer les hôpitaux hors la ville. Onze ans plus tard, le nouvel hôpital de la Marine de Rochefort est donc construit à l'extérieur des remparts, en un lieu sain et aéré : sur un promontoire dit la Butte (car il servait de butte de tir). Le terrain couvre environ sept hectares.
L'entrée principale, au sud, donne sur l'avenue Camille-Pelletan et le cours d'Ablois. L'ancien hôpital civil Saint-Charles, fermé en 2011, est voisin de l'hôpital de la Marine. Il se trouve le long du cours d'Ablois, à l'est.
Le parc et la cour de l'hôpital de la Marine ouvrent la large perspective des cours d'Ablois et Roy-Bry. Cette trouée longue de près de 700 mètres donne son caractère à la ville de Rochefort, séparant nettement l'ancienne ville fortifiée (à l'est) du faubourg de La Rochelle (paroisse Notre-Dame, à l'ouest), et conduisant jusqu'à l'église de la Vieille Paroisse.

## Architecture

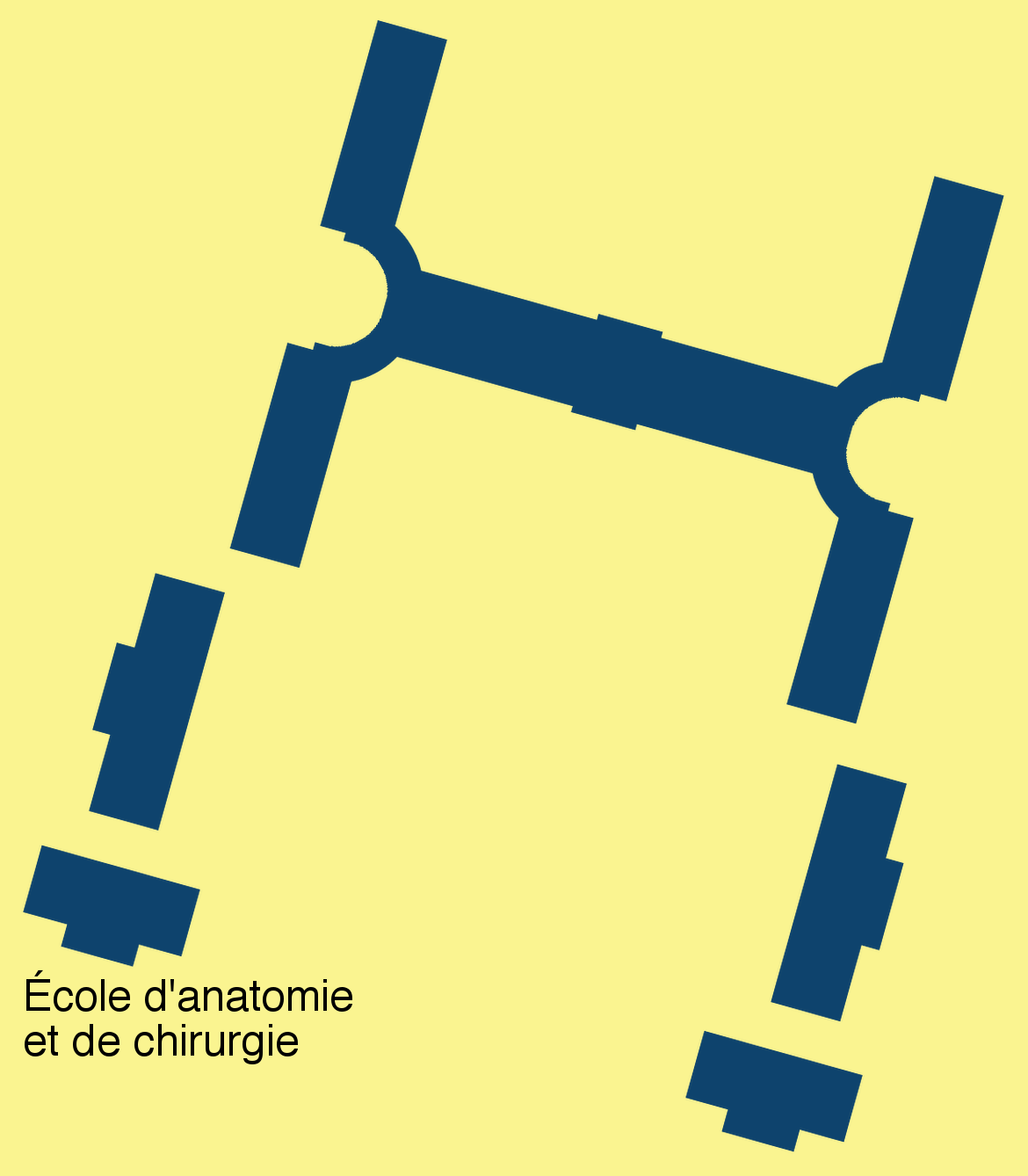
L'hôpital au XVIIIe siècle.

La structure s'inspire de celle du Royal Navy Hospital de Stonehouse (près de Plymouth), un des premiers hôpitaux pavillonnaires d'Angleterre, construit de 1758 à 1762,. Cet agencement traduit en architecture les derniers développements de la médecine du XVIIIe siècle en matière de prophylaxie : l'organisation en pavillons permet de mieux répartir et isoler les patients en fonction des pathologies, pour limiter la contagion. L'hôpital de la Marine de Rochefort est le premier hôpital pavillonnaire de France. Il compte neuf corps de bâtiment, pouvant abriter 1 200 lits. Ce type d'organisation va se répandre largement au XIXe siècle, et rester en faveur jusque dans les années 1920.

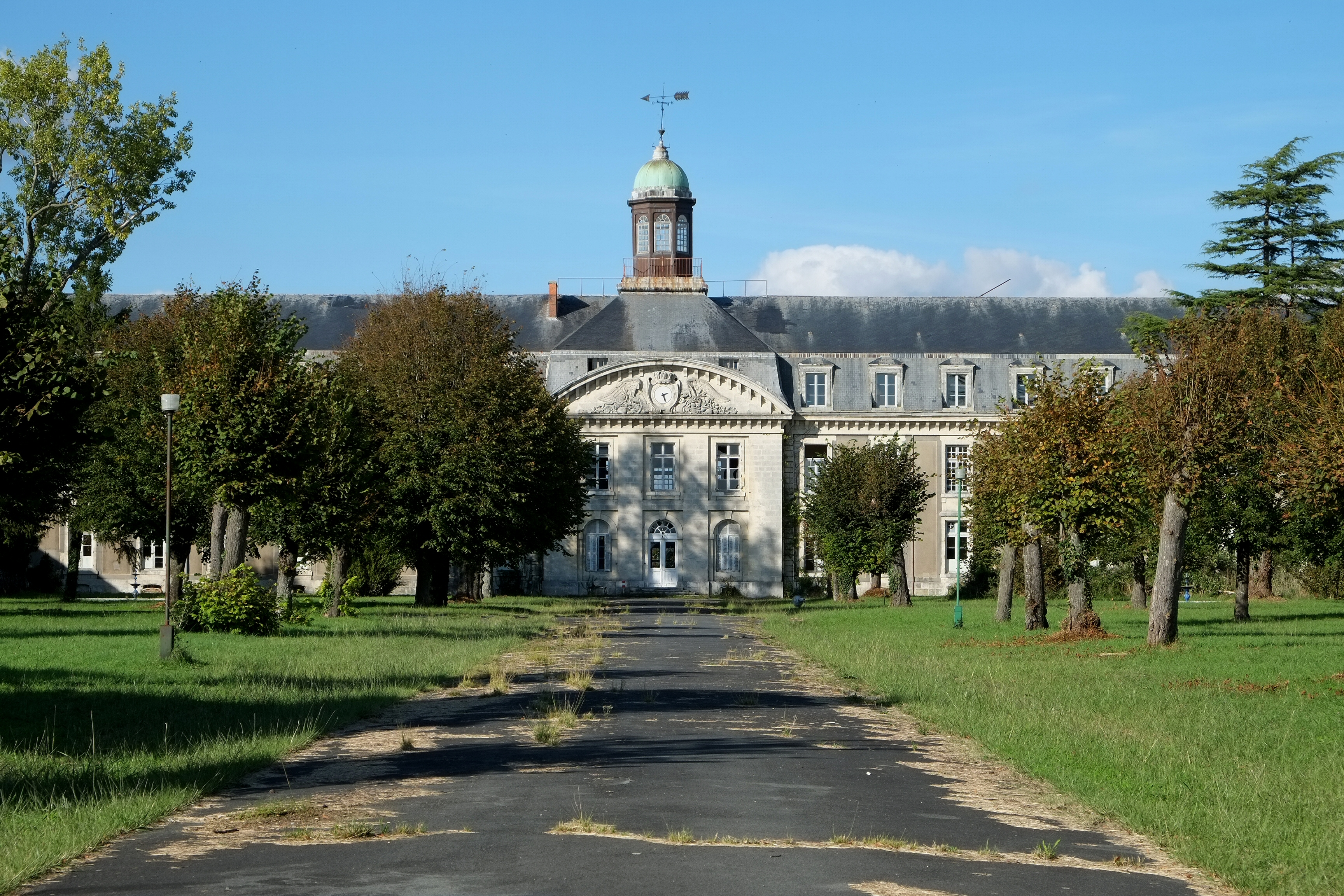
Le bâtiment principal.

Ouvrant au sud, le long bâtiment principal est construit au fond d'une cour de 13 000 m2. Il est flanqué de quatre pavillons qui lui sont perpendiculaires, deux en avancée, deux en retrait. L'ensemble présente donc un plan en H. À l'origine, chaque pavillon n'est relié au bâtiment principal que par une étroite galerie en arc de cercle.
Chacun des deux pavillons sud est prolongé de deux pavillons isolés (dépourvus de galerie de communication), l'un de même orientation, l'autre perpendiculaire. L'ensemble de l'hôpital, de composition symétrique, a un aspect simple, mais imposant.
Il s'agit de bâtiments d'une qualité exceptionnelle, tant pour le gros œuvre que pour le second œuvre — éléments de décor et d'équipement, qui ont en partie été conservés. Les bâtiments ont 20 000 m2 de plancher. Ils sont pourvus dès l'origine de l'eau courante et d'une évacuation des eaux usées. Ils ont deux étages, le second étant mansardé. De vastes ouvertures laissent entrer l'air et la lumière.
La chapelle en rotonde se trouve au premier étage du corps central du bâtiment principal, au-dessus du hall d'entrée. Au deuxième étage, une galerie circulaire permet aux malades d'assister à la messe. Le dôme à pans du corps central est coiffé d'une lanterne.

## Protection
L'ancien hôpital de la Marine de Rochefort bénéficie d'une protection au titre de l'inscription aux Monuments historiques par arrêté du 14 septembre 1965 pour ce qui concerne « façades et toitures des bâtiments anciens, y compris l'entrée et les pavillons attenants ; vestibule d'entrée et ses escaliers ; chapelle centrale en rotonde et galerie la surmontant ». Cette protection est complétée par une deuxième inscription en 2015. Le jardin fait l'objet en 1990 d'une pré-enquête de la part du ministère de la Culture.
Le pavillon de l’école de médecine navale bénéficie d'une inscription en avril 2021, suivi l'année suivante par un arrêté de classement.

## Visite du jardin, musée
L’accès au jardin est autorisé. En dehors du musée, les bâtiments sont fermés, sauf visites organisées exceptionnelles.
Le pavillon sud-ouest, qui abritait l'école de médecine navale, est confié en 1986 aux soins du musée national de la Marine de Rochefort. Il est restauré en son état du milieu du XIXe siècle, et transformé en musée. Il ouvre au public en 1998 sous le nom d'Ancienne École de médecine navale. Il permet de découvrir la bibliothèque de 25 000 volumes (où l'on trouve notamment les trois volumes de cours de Cochon-Dupuy), les instruments de médecine, les préparations anatomiques, le cabinet d'histoire naturelle, les collections de dessins rapportés d'expéditions autour du monde par les chercheurs embarqués. Une menace de fermeture plane sur ce musée.

## À l'écran
En 2020, les lieux sont choisis pour récréer La Pitié Salpêtrière pour les besoins du film Le Bal des folles de Mélanie Laurent prévu pour 2021.